# 异片苣苔
异片苣苔（学名：Allostigma guangxiense）为苦苣苔科异片苣苔属下的一个种。